# Sami skolt
El sami skolt o el sami de Skolt (sääʹmǩiõll [ɕa̟ːmc͡çjɘhlː] "lengua sami", o nuõrttsääʹmǩiõll [nwɘrhtːɕa̟ːmc͡çjɘhlː] "lengua sami oriental", si necesita una distinción para ser tomada entre esta y las otras lenguas sami) es una lengua saami hablada por más de 300 habitantes de la etnia skolt de las regiones de Inari y Petsamo en Finlandia y Rusia.

## Clasificación
El sami skolt forma parte de la rama oriental de las lenguas sami, que son un grupo de lenguas de la familia urálica. Otros miembros de la familia son: sami de Inari, sami de Kemi (muerta), sami akkala (muerta), sami kildin y sami de Ter.

## Historia
El sami skolt nunca fue hablado por más de unos miles de personas. En Finlandia el sami skolt se hablaba en cuatro pueblos antes de la Segunda Guerra Mundial. Cuando la región de Petsamo fue cedida a la Unión Soviética en cumplimiento de las cláusulas de la Tregua de Moscú, los habitantes fueron evacuados y la mayoría de ellos se estableció en el municipio de Inari después de la guerra. Sin embargo, todavía queda una comunidad de aproximadamente 20-30 habitantes que habla sami de Skolt en Petsamo, Rusia. La evacuación desunió las comunidades tradicionales de los pueblos y debilitó la posición de la lengua.
El sami skolt fue durante mucho tiempo sólo hablado. Su lenguaje literario no se empezó a desarrollar sistemáticamente hasta los años 1970. Esto Se considera que se debe a que los hablantes del sami skolt que fueron evacuados a Finlandia, hablaban dialectos diferentes. El sami skolt se escribía con ortografías variadas durante décadas, pero ninguna de ellas se había arraigado.
El primer abecedario en saami de skolt fue publicado en el año 1975 y después han sido publicados materiales educativos, diccionarios y libros de texto. Además, YLE, la compañía pública finlandesa de radio y televisión, produce programas en sami skolt desde los años 1970.

## La actualidad
Hoy en día aproximadamente 320 personas hablan sami de Skolt. La mayoría de los que hablan sami skolt en Finlandia también hablan finés, y los de Rusia ruso. La gente ya es bastante vieja. En el año 2006 se estimó que la persona más joven que hablaba sami skolt como lengua materna ya tenía más de 30 años. Los menores normalmente no pueden conversar en sami de Skolt aunque lo entiendan.
Según la ley sobre lenguas sami en Finlandia, el sami skolt es una de las lenguas sami oficiales en las regiones sami de Finlandia que se puede utilizar con los idiomas oficiales tanto escrito como hablado. Uno puede declarar el sami skolt como su lengua materna también. Un problema con los periódicos que tratan de escribir cosas en sami skolt es que los caracteres que usan son poco aplicables a escribir la lengua. No se puede entender y, además, difunde una imagen falsa de la grafía del sami skolt.
La Radio sami de Yle, la compañía pública finlandesa de radio y televisión, emite programas en sami skolt y la Radio de Sami, que se puede escuchar en toda la región sami, emite un programa de actualidad de casi una hora cada semana y tiene un redactor fijo que habla sami skolt.
En 1996 se fundó el parlamento sami de Finlandia para velar la posición de los lapones y de sus lenguas. 
De las obras literarias traducidas en sami skolt la mayoría son libros para niños, pero también ha sido traducida por ejemplo El Principito de Antoine de Saint-Exupéry. También hay algunos libros de origen sami. 
En 2005, Tiina Sanila publicó el primer álbum rock en sami skolt. En 2007 se publicó un libro y un CD con leudds, poemas cantados en sami skolt.

## Enseñanza de la lengua
Se enseña el sami skolt como lengua materna o como materia optativa en la escuela de educación primaria de 
Menesjärvi y la escuela de Sevettijärvi y como materia optativa en el instituto de bachillerato de Ivalo. 
Desde el año 2005 es posible hacer un examen de sami de Skolt como segundo idioma extranjero en el bachillerato.

## El sistema de escritura
El sami skolt usa el alfabeto latino pero con varias letras adicionales.
| А а | Â â | B b | C c | Č č | Ʒ ʒ | Ǯ ǯ | D d |
| Đ đ | E e | F f | G g | Ǧ ǧ | Ǥ ǥ | H h | I i |
| J j | K k | Ǩ ǩ | L l | M m | N n | Ŋ ŋ | O o |
| Õ õ | P p | R r | S s | Š š | T t | U u | V v |
| Z z | Ž ž | Å å | Ä ä | ʹ   |     |     |     |

Las letras Q/q, W/w, X/x, Y/y, Ö/ö se usan en palabras extranjeras o préstamos lingüísticos.
Las letras adicionales son Ʒ/ʒ [d͡z] y Ŋ/ŋ [ŋ].
J/j es [ʝ], C/c [t͡s]. Los diágrafos lj, nj corresponden a las palatales [ʎ], [ɲ].
El carón marca las consonantes postalveolares Š/š [ʃ], Ž/ž [ʒ], Č/č [t͡ʃ] Ǧ/ǧ [ɟ͡ʝ], Ǩ/ǩ [c͡ç] y Ǯ/ǯ [dʒ], mientras que Đ/đ, Ǥ/ǥ marcan las fricativas [ð], [ɣ].
Las vocales I/i, U/u representan tanto [i], [u] como aproximantes [j], [w]. 
E/e corresponde a dos vocales distintas [e] y [ɛ]. Ä/ä es [a], Õ/õ [ɘ], Å/å [ɔ].
La prima ʹ añadida después de vocal representa la palatalización suprasegmental.

## Fonología

### Consonantes
|                     |           | Labial | Dental / Alveolar | Dental / Alveolar | Postalveolar | Palatal | Velar |
| plana               | sibilante | Labial | sibilante         |                   |              | Palatal | Velar |
| ------------------- | --------- | ------ | ----------------- | ----------------- | ------------ | ------- | ----- |
| Nasal               | Nasal     | m      | n                 |                   |              | ɲ       | ŋ     |
| Oclusiva / africada | sorda     | p      | t                 | t͡s                | t͡ʃ           | c͡ç      | k     |
| Oclusiva / africada | sonora    | b      | d                 | d͡z                | d͡ʒ           | ɟ͡ʝ      | ɡ     |
| Fricativa           | sorda     | f      |                   | s                 | ʃ            |         | x     |
| Fricativa           | sonora    | v      | ð                 | z                 | ʒ            | ʝ       | ɣ     |
| Vibrante            | Vibrante  |        | r                 |                   |              |         |       |
| Aproximante         | central   | w      |                   |                   |              | j       |       |
| Aproximante         | lateral   |        | l                 |                   |              | ʎ       |       |

Hay distinción entre consonantes cortas y geminadas.

### Vocales
|             | Anterior | Central | Posterior |
| ----------- | -------- | ------- | --------- |
| Cerrada     | i        |         | u         |
| Semicerrada | e        | ɘ       | o         |
| Semiabierta | ɛ        | ɐ       | ɔ         |
| Abierta     | a        |         | ɑ         |

Distingue entre vocales largas y cortas.